# Inouethuidium
Inouethuidium là một chi rêu trong họ Thuidiaceae.